# 湯桶
湯桶は、道具の一種を指す日本語名称であり、次に示す3つの語義がある。
1. （ゆおけ）　入浴・洗面用の桶。
2. （ゆおけ）　茶道における、露地用具の一つ。
3. （ゆとう）　日本の伝統的な卓上の飲料容器の一つ。「湯桶読み」はこの読み方に由来する。

## 入浴・洗面用の湯桶（ゆおけ）

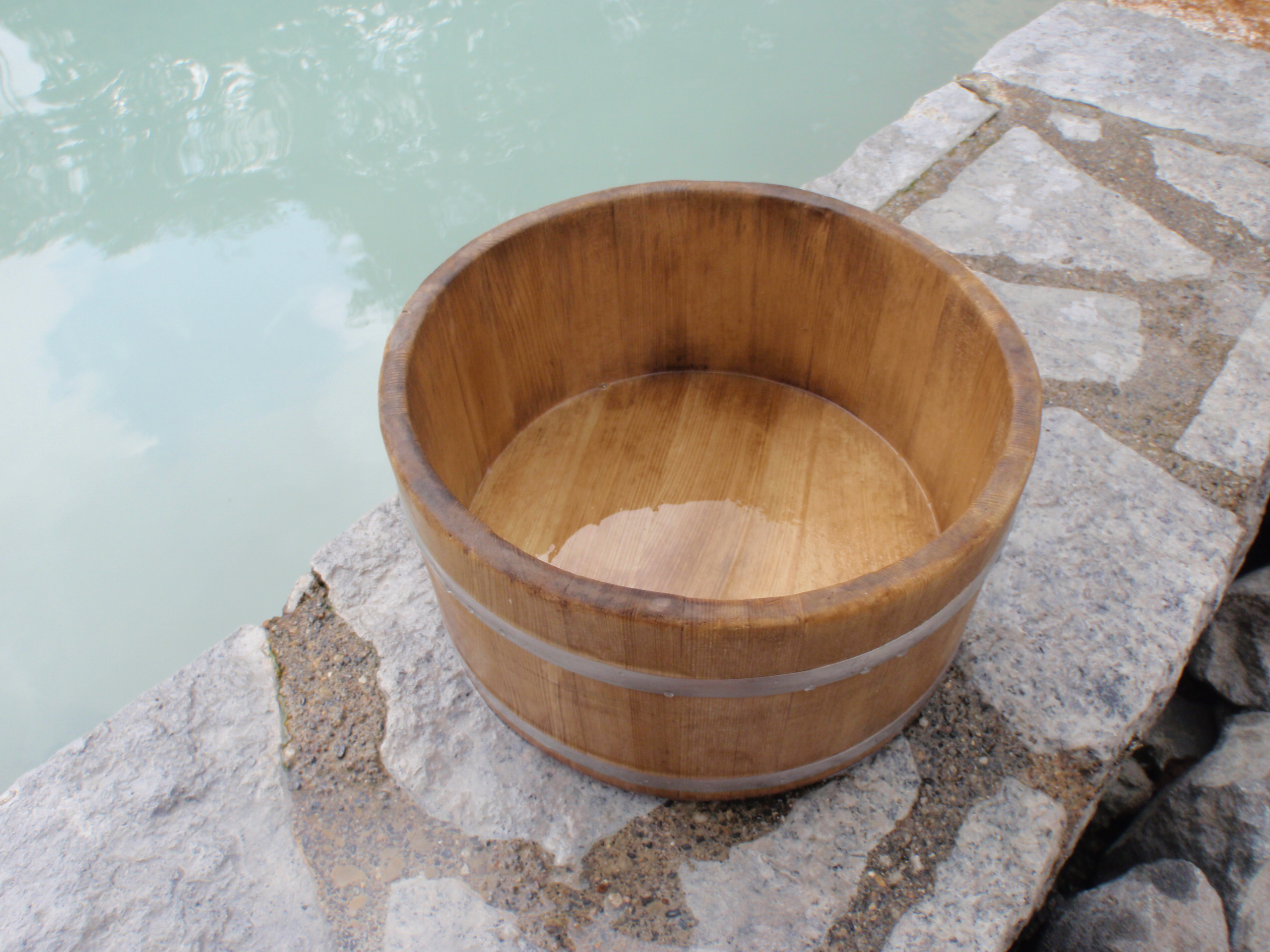
入浴用木製湯桶

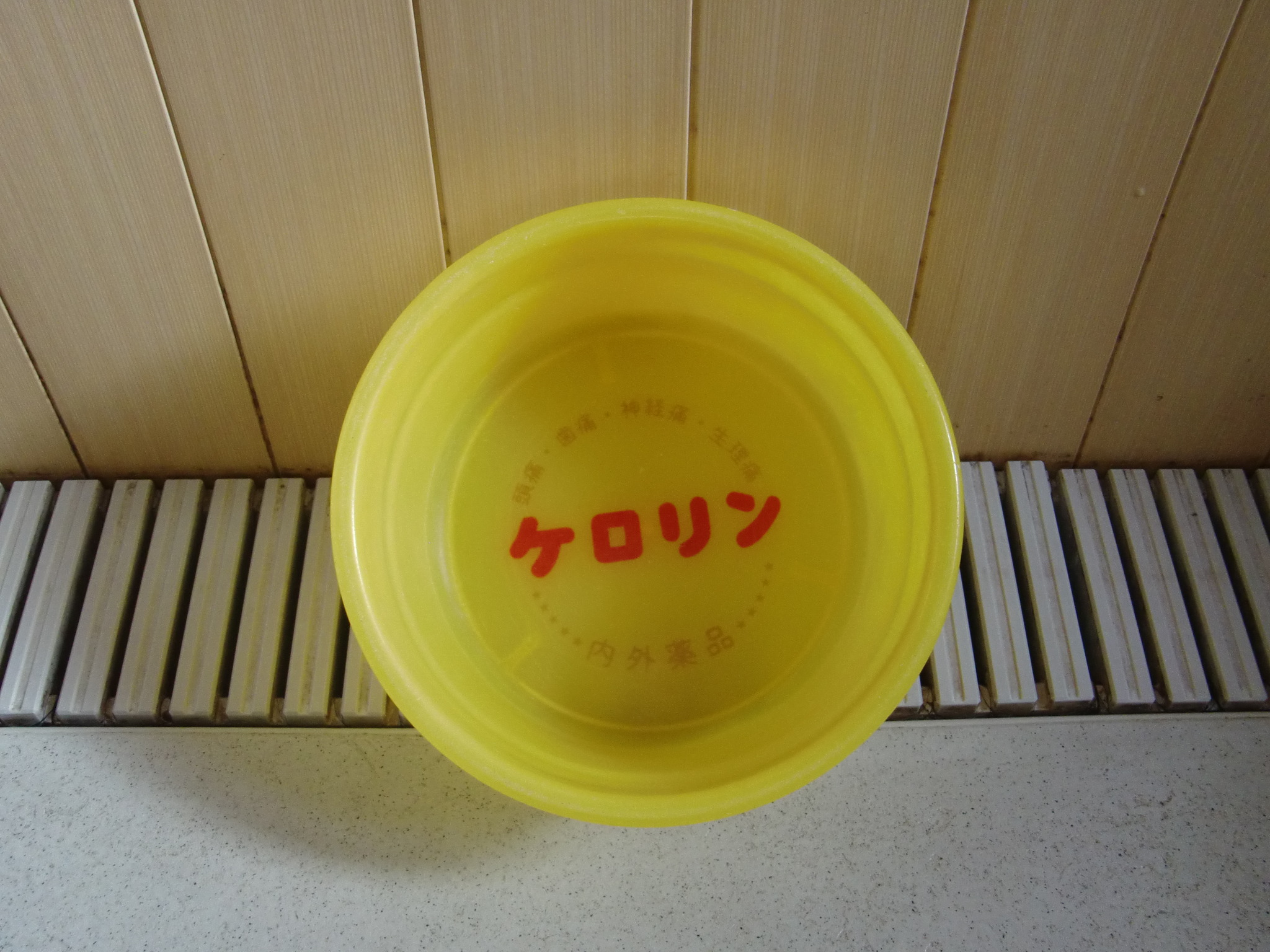
ケロリン桶

一般的な桶の一種としての湯桶（ゆおけ）は、入浴や洗面のために用いる平たい円筒形の容器を指す。
日本語として狭義では日本に伝統的な木製のものを指すが、広義では、入浴のための湯を容れる桶は全て「湯桶」であり、近現代では、金属製、陶器、合成樹脂製等、木製以外の材質のものもある。
日本伝統のもので柄がついた小さめの木製湯桶は片手湯桶（かたてゆおけ）と呼ばれる。椹（さわら）や檜葉（ひば）などの木材で作られ、銅やステンレスなどの金属製の箍（たが）で固定される。
日本の銭湯では、富山めぐみ製薬（旧・内外薬品）の薬品名を広告としてあしらったケロリン桶が広く使用されている。
元たま、現在はパスカルズ所属の石川浩司は木製湯桶をパーカッションセットに組み入れて演奏していて、打楽器としても使われる。

## 茶道における湯桶（ゆおけ）
茶道における湯桶（ゆおけ）は、露地用具の一つ。寒中に茶会を開く際、来客の手を清めつつ温める目的で用意される湯を注ぐための木製容器であり、入り口に置かれた蹲（つくばい。手水鉢の一種）に置かれる。

## 湯桶（ゆとう）

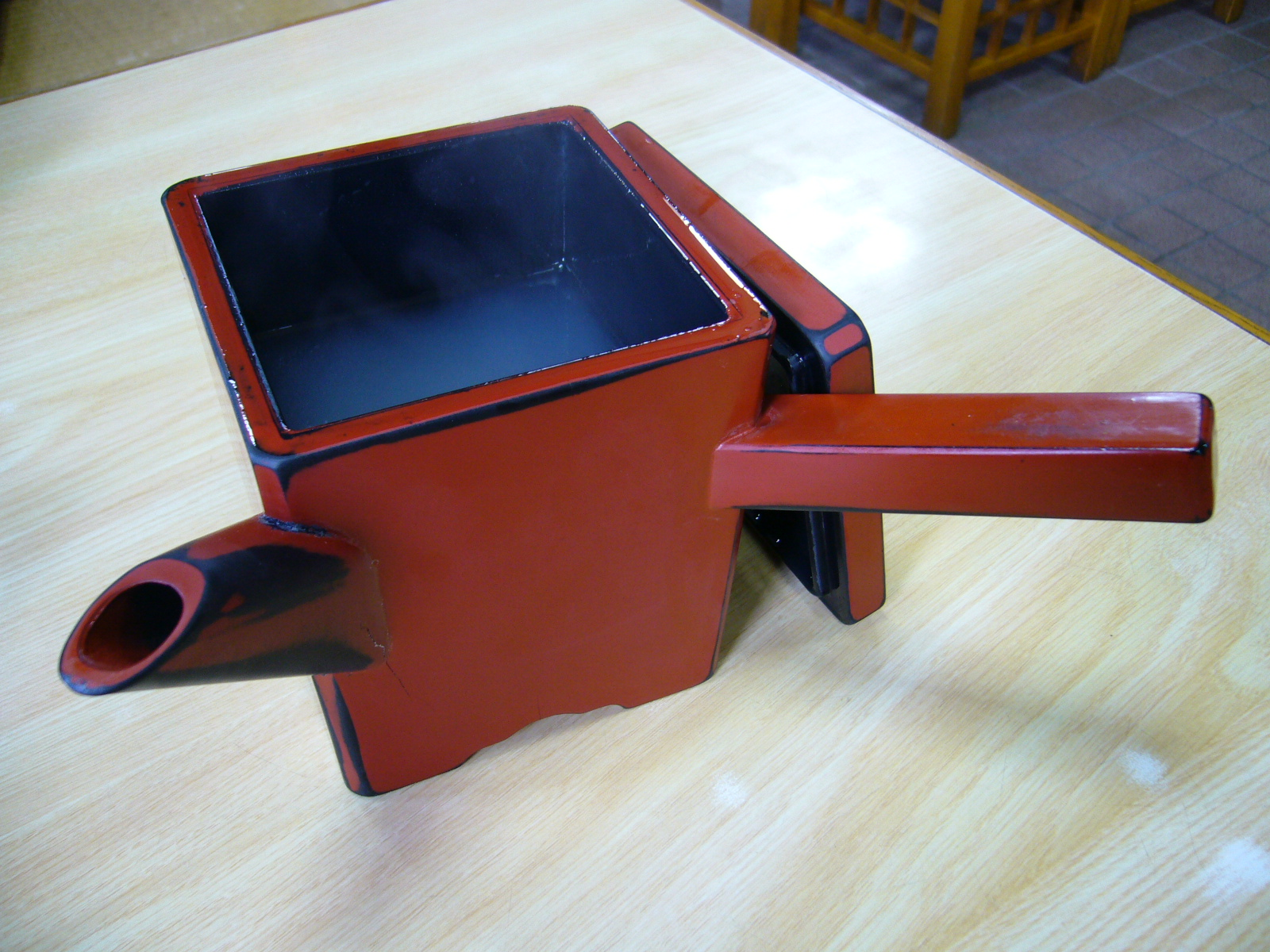
蕎麦湯の入った湯桶

湯桶（ゆとう）は、日本の伝統的な食器の一つ。木製漆塗（またはその模造）で注ぎ口と柄と蓋のある、飲料容器のこと。

### 特徴
近代以前には湯や酒を注ぐための容器として至極一般的な物であったが、現代（第二次世界大戦以降）ではほとんど使われることのない道具となり、懐石料理のほかは、蕎麦屋で蕎麦湯を入れるのに用いられる程度となっている。
型として、本体が正角柱の角湯桶（かくゆとう）と円筒形の丸湯桶（まるゆとう）がある。伝統的な品は木製漆塗仕上げであるが、ABS樹脂製品も多くみられるようになった。

### 派生語
言語学用語の「湯桶読み（ゆとうよみ）」は、この容器の名称に基づく派生語（派生用語）である。ただし、上記の「入浴・洗面用の湯桶」および「茶道で用いる湯桶」と同様に「ゆおけ」と読んでしまう人が少なくない。
他人の会話に横から口出しする人のことを「蕎麦屋の湯桶（そばや の ゆとう）」という。